# Ретийская железная дорога

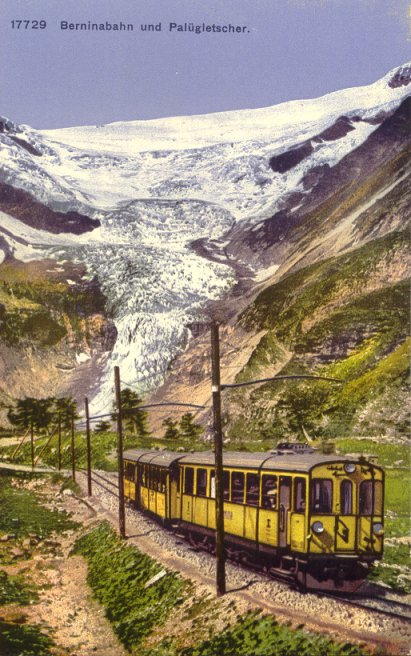
Поезд Ретийской железной дороги в 1911 году

Ретийская железная дорога (нем. Rhätische Bahn, сокращённо — RhB; итал. Ferrovia Retica, рет. Viafier retica) — сеть узкоколейных (1000 мм) железных дорог в Швейцарии, являющаяся крупнейшей акционерной железной дорогой в этой стране. Большая часть сети железных дорог компании пролегает в пределах кантона Граубюнден.
Сеть RhB является крупным перевозчиком в пределах крупного туристического района Санкт-Мориц — Давос с выходом к итальянской границе. Часть железной дороги, линии RhB Альбула и Бернина (в том числе, часть дороги, проходящая по территории Италии до Тирано), являются объектами всемирного наследия ЮНЕСКО.
В 2009 году по причине ветхости сводов тоннеля в Альбуле, являющейся составной частью исторической линии, было решено полностью реконструировать тоннель к 2011 году.

## Сеть

Схема линий Ретийской железной дороги

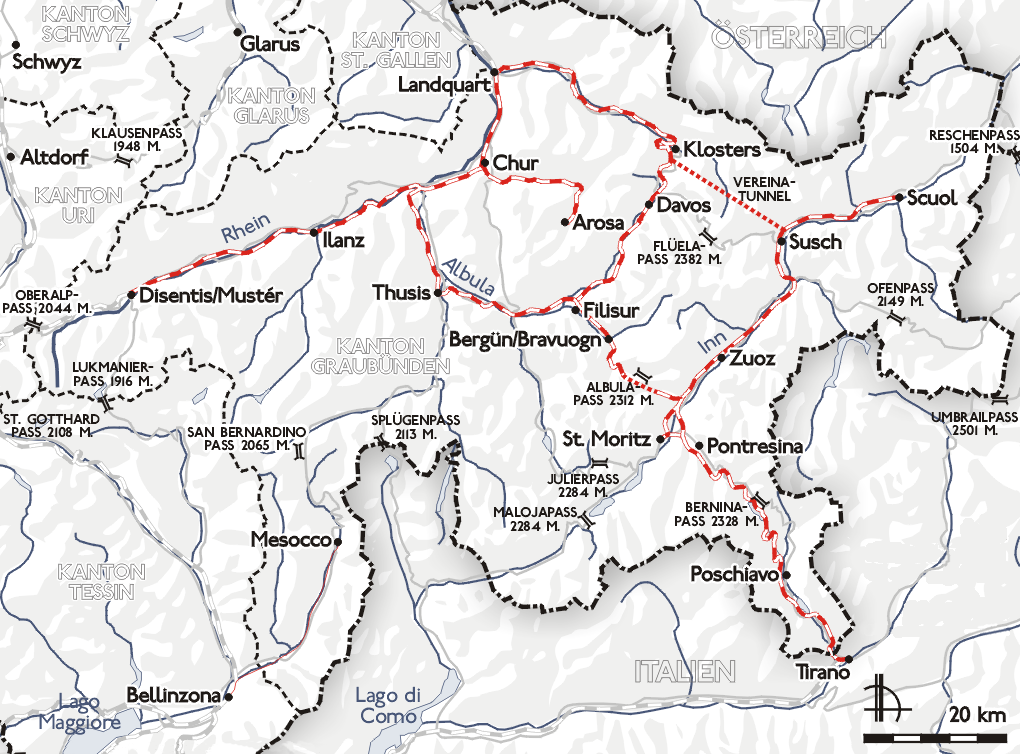
Ретийская железная дорога на карте

### Линия Ландкварт — Давос
Ландкварт является отправной точкой Ретийской железной дороги, основным депо компании, и нулевым километром основной сети компании. Линия Ландкварт — Давос — старейшая в сети. После ухода из Ландкварта линия следует за рекой Ландкварт вверх, до Клостерс, пересекая реку несколько раз по пути. Сразу за Клостерс есть два туннеля. Один из них — линия Vereina. С другой стороны, круговой туннель Клостерс. Линия в Давос, поднимается, петляя по склону горы до Давос-Laret. Самая высокая точка на линии — следующая остановка, Давос Вольфганг. Потом линия ведет вниз и вдоль озера Давос в Давос-Дорф, и кончается в Давосе.

### Линия Давос — Флиссур
Соединительная линия от Давоса до линии Альбула в Филизуре проходит через дикие ущелья, и технически очень интересна не только из-за его знаменитого виадука Визен. Линия Давос — Филизур 19 км в длину, проходит через 14 тоннелей общей длинной 4200 м и пересекает 28 мостов.

### Линия Ландскварт — Кур — Тузис
Идёт по долине Рейна, более или менее параллельно с линией Швейцарских федеральных железных дорог Сарганс — Ландкварт — Кур до Кура. Линия до Тузиса следует вдоль Рейна к Бонадуцу. Оттуда попадает в долину Domleschg и следует вдоль Хинтеррейна до Тузиса.

### Линия Альбула (Тузис — Санкт-Мориц)
Эта линия начинается в Тузисе. Она идёт через Тифенкастель (851 м), реку Albula и пересекает Виадук Ландвассер до прибытия в Филизур (1032 м). Вскоре после Филизура линия проходит свой первый спиральный туннель, и прибывает в Бергюн (1373 м). Между Бергюном и Preda (1789 м), на конце долины, линия преодолевает разницу в высоте около 400 метров при горизонтальном расстоянии 5 километров, без использования зубчатой передачи, но с многими спиралями. Потом линия входит в тоннель Albula под перевалом Альбула. Он выходит в Валь Bever, где линия достигает Бевера (1,708 м) в Энгадине. Линия продолжает к Самедану (1,721 м) и прибывает в Санкт-Мориц (1,775 м).

### Линия Райхенау-Таминс — Дизентис
Линия связывает остальную сеть с Железной дорогой Маттерхорн — Готтард. Она ответвляется от линии на Тузис после общего моста через Рейн. В отличие от сопровождающей автодороги, которая поднимается около 500 метров в направлении Флимса и Лакс, железная дорога идёт по узкому «ущелью Ruinaulta».

### Энгадинская линия (Понтрезина — Скуоль-Тарасп)
Соединяет линии Альбула и Бернина с населёнными пунктами Нижниго Энгадина. На перегоне Самедан — Бевер делит путь с линией Альбула. На станции Sagliains соединяется с линией Vereina.

### Бернинская железная дорога (Санкт-Мориц — Тирано)
Соединяет города Санкт-Мориц в кантоне Граубюнден, Швейцария и Тирано, в провинции Сондрио, Италия, через перевал Бернина.
Преодолевая высоту 2256 метров над уровнем моря, это самый высокий железнодорожный перевал в Европе и третья по высоте железная дорога в Швейцарии.

## Инфраструктура дороги
Сеть железных дорог RhB создана в конце XIX — начале XX века (начиная с участка Ландкварт — Давос, 1888 год). Сеть имеет колею 1000 мм, и несколько различных систем электрификации, а также один участок длиной 12 км, отделенный от общей сети. Вся сеть полностью электрифицирована.
- 323 км дороги электрифицированы переменным током с напряжением 11 кВ частотой 16,7 Гц.
- Бернинская железная дорога — участок длиной 61 км, электрифицирован постоянным током с напряжением 1000 В.

Сеть RhB располагает 84 тоннелями (самый протяженный из которых Vereina tunnel, длиной 19,042 км) и 383 мостами. Максимальный уклон на сети составляет 4 %, кроме участка Бернинской железной дороги, где он составляет 7 %.
Движение поездов RhB на 2008 год осуществляется по следующим маршрутам:
- Региональный экспресс RE1 — Chur — St. Moritz
- Региональный экспресс RE2 — Landquart — Davos
- Региональный экспресс RE3 — Disentis/Muster — Chur — Landquart — Scuol-Tarasp
- Региональный поезд R4 — Chur — Arosa
- Региональный поезд R5 — St. Moritz — Tirano (Италия), проходит через перевал Бернина
- Региональный поезд R6 — Davos Platz — Filisur
- Региональный поезд R7 — Pontresina — Sagliains — Scuol-Tarasp
- Региональный поезд R8 — Schiers — Landquart — Chur — Rhäzüns
- Региональный поезд R9 — Chur — Thusis

Работающие вне часов-пик:
- Региональный поезд R11 — Chur — St. Moritz
- Региональный поезд R21 — Landquart — Davos
- Региональный поезд R31 — Disentis — Landquart

Движение также осуществляется на участках:
- Vereina Tunnel (в том числе, перевозка автомобилей на платформах)
- Albula Tunnel

Ежегодный объём перевозок составляет:
- Пассажирооборот — 300 млн пасс-км
- Грузооборот — 54 млн т-км
- 80 % доходов поступает от перевозок туристов, хотя 40 % всех пассажиров является местными жителями.
- 51 % акций сети RhB принадлежит властям кантона Граубюнден, 43 % — федеральным властям Швейцарии, ещё 6 % принадлежат частным акционерам[3].
- По данным на 2008 год, на дороге работало 1348 человек[4].